# Župnija Slivnica pri Mariboru
Župnija Slivnica pri Mariboru je rimskokatoliška teritorialna župnija dekanije Dravsko polje mariborskega naddekanata, ki je del Nadškofije Maribor.